# Бас сир ле Рип
Бас сир ле Рип (фр. Basse-sur-le-Rupt) је насељено место у Француској у региону Лорена, у департману Вогези.
По подацима из 2011. године у општини је живело 881 становника, а густина насељености је износила 64,17 становника/km².

## Демографија
| 1962. | 1968. | 1975. | 1982. | 1990. | 2011. |
| ----- | ----- | ----- | ----- | ----- | ----- |
| 838   | 778   | 704   | 786   | 804   | 881   |